# Someșul Mare între Mica și Beclean
Someșul Mare între Mica și Beclean este o arie protejată (sit de importanță comunitară — SCI) din România, desemnată în scopul protejării biodiversității și menținerii într-o stare de conservare favorabilă a florei spontane și faunei sălbatice, precum și a habitatelor naturale de interes comunitar aflate în arealul zonei de protecție. Aceasta este întinsă pe o suprafață de 323,3 ha, integral pe uscat.

## Localizare
Centrul sitului Someșul Mare între Mica și Beclean este situat la coordonatele 47°11′03″N 24°04′28″E / 47.184239°N 24.074403°E. Situl se întinde pe teritoriile administrative ale comunelor Braniștea, Ciceu-Mihăiești, Petru Rareș, Uriu și pe cel al orașului Beclean din județul Bistrița-Năsăud; și pe cele ale comunelor Cuzdrioara și Mica din județul Cluj.

## Înființare
Situl Someșul Mare între Mica și Beclean a fost declarat sit de importanță comunitară (ROSCI0437) în ianuarie 2016 pentru a proteja 8 specii de animale.

## Biodiversitate
Situată în ecoregiunea continentală, aria protejată conține 1 habitat natural: Galerii de Salix alba și de Populus alba.
La baza desemnării sitului se află mai multe specii protejate:
- amfibieni (1): tritonul comun transilvănean (Triturus vulgaris ampelensis)
- pești (7): avat (Aspius aspius), Barbus carpathicus, boarță (Rhodeus amarus), porcușor de nisip (Romanogobio kesslerii), porcușor de vad (Romanogobio uranoscopus), porcușor de șes (Romanogobio vladykovi), câră (Sabanejewia balcanica)